# Banjiang, Guangdong
Banjiang  är en köping i sydöstra Kina. Den ligger i Dongyuan härad i staden Heyuan i provinsen Guangdong, omkring 170 kilometer nordost om provinshuvudstaden Guangzhou. Antalet invånare är 5 685. Befolkningen består av 2 825 kvinnor och 2 860 män. Barn under 15 år utgör 22,0 %, vuxna 15-64 år 67 %, och äldre över 65 år 9,0 %.